# Астра 1C
Астра 1C — европейский телекоммуникационный спутник компании SES. Он предназначается для ретрансляции радио- и телепрограмм в аналоговом и цифровом форматах.

## История
Этот спутник был заказан лидеру отрасли Hughes Space & Communications, модель HS-601.

## Характеристики
- Стабилизация: по трём осям
- Количество транспондеров: 18
- Мощность транспондера: 63 Вт
- ЭИИМ в центре пучка: 52 дБВт
- Ширина полосы транспондера: 26 МГц
- Минимальный срок службы: 14 лет
- Рабочий диапазон (down-link): 11,2…11,45 ГГц

## Зона покрытия
Европа.